# 오타니 이쿠에
오오타니 이쿠에(일본어: 大谷 育江, 1965년 8월 18일 ~ )는 일본의 배우, 성우이다. 마우스 프로모션 소속. 도쿄도 출신. 키는 151cm이며 일반인과 결혼했기 때문에 현재의 성은 공개되지 않았다.
대표작은『포켓몬스터』의 피카츄, 『풀 하우스』의 스테파니 타나, 『원피스 (애니메이션)』의 토니토니 쵸파, 상디(유년기), 『히메의 리본』의 노노하라 히메코, 에리카, 『코보』의 타바타 코보, 『금색의 갓슈』의 갓슈벨, 『명탐정 코난』의 츠부라야 미츠히코, 게임『테일즈 오브 디 어비스』의 이온, 싱크 플로리안, 『꼬마 마법사 레미』시리즈의 하나,『우리 3자매』의 장녀 후짱 등.

## 출연작
※굵은 글자로 표시된 배역은 주역과 메인캐릭터

### TV 애니메이션
- 도라에몽 (오다테 로봇)
- 방가방가 햄토리 (오샤레)

1986년
- 도레미 하우스 (펫 샵 점원)
- 힘내라! 킥커즈 (하라 키요시)

1990년
- 삼목동자 (모아)

1991년
- 나는 쵸카쿠 (아야노)
- 쌍둥이 대소동 클레어 학원 이야기 (파멜라(팜))
- 21에몬 (몬가)
- 겐지통신 아게다마 (헤이케 코다마)
- 나와 나 두 사람의 롯테 (미리아)
- 콤콤보이 와프로만 (헤이케 코다마)

1992년
- 엄마는 초등학교 4학년 (아리모리 우시오)
- 원기폭발 간바루가 (코마키 유리카, 류자키 테츠야, 요스케의 엄마)
- 유유백서 (아이, 사나다 후부키, 슈라, 마사루, 나츠코)
- 크레용 신짱 (세인, 소녀)
- 히메의 리본 (노노하라 히메코, 에리카)
- 남국소년 파푸와 (코타로(로타로))
- 코보 (타바타 코보)

1993년
- 애니매니악스 (닷 워너)
- 요술소녀 (레이코)
- 열혈최강 고자우라 (코지마 타카코, 미즈하라 유카, 켄이치의 엄마)

1994년
- 스파이더맨 (실버 메인(유아가 되었을 때))
- 미소녀전사 세일러문 S (우쵸텐)
- 패왕대계 류나이트 (개구리 애호 블루)
- D·N·A² ~어딘가에서 잃은 저 녀석의 저 녀석~ (마츠)
- 마법진 구루구루 (검의 정령)
- 캡틴 날개J (오오카와 마나부)

1995년
- 공상과학세계 걸리버 보이 (에디슨)
- 귀신동자 ZENKI (아코)
- 황금용자 골드런 (원아)
- 애천사전설 웨딩피치 (타마노 아키라)
- 꾸러기 수비대 (토끼, 부타시치, 오타마, 샘의 정령)
- 곰 푸타로 (요정)
- 투마귀신전ONI(하시히코)
- 돗캉! 로보텐돈 (타바츄코)

1996년
- 첫 인간 곤 (곤)
- 게게게의 키타로 (타로, 콘타)
- 명탐정 코난 (츠부라야 미츠히코, 츠부라야 아사미)
- 폭주형제 렛츠&고!! (타카바 지로마루)
- 바람의 검심 (토키지)
- 목장의 마키바오 (마키바코)
- 미소녀전사 세일러문 세일러 스타즈 (세일러 틴 냥코)
- 천공의 에스카플로네 (메루루)
- 슬레이어즈NEXT (키라)
- 쾌걸 조로 (니키타)
- 기동전함 나데시코 (시라토리 유키나)
- 용자 라이딘 (무샤노코우지 후지마루)
- 키코 스마일 (시라토리 마이, 시즈카)

1997년
- 폭주형제 렛츠&고!! WGP (비키, 마르가레타 이레, 타카바 지로마루)
- 포켓몬스터 (지우의 피카츄, 이슬이의 콘치, 이슬이의 아쿠스타, 이슬이의 코산호, 미나미, 나진)
- 넥스트 전기EHRGEIZ (앤)

1998년
- 마드레느 (마드레느)
- 폭주형제 렛츠&고!! MAX (찰리 야마자키)
- LEGEND OF BASARA (마코토)
- 브레인 파워드 (올판 소녀)
- 괴짜가족 (오오사와기 유타, 스타스키, 스즈키 후구오)
- SHADOW SKILL -영기- (큐오 류)
- Night Walker -한밤 중의 탐정- (구니)
- 시공탐정 겐시군 (오빌)
- 슈퍼돌★리카 (카트리느)

1999년
- 성계의 문장 (셀나이)
- 투하트 (히나야마 리오)
- 천사가 될거야 (루카)
- ∀건담 (카키트)
- 트러블 쵸콜렛 (아몬드)
- 고존지! 월광가면 (야마모토 나오토)
- 원피스 (소년시절 상디, 토니토니 쵸파, 메로이)

2000년
- 꼬마마법사 레미 샵 (하나)
- 이누야샤 (홍룡)
- 포켓몬스터 뮤츠! 난 여기에 있다 (지우의 피카츄)

2001년
- 꼬마마법사 레미 포르테 (하나)
- The Soul Taker ~혼수~ (미사키 마야, 소울 아누비스)
- 고고 다섯 쌍둥이 (미캉)
- 노노 (야마다 노노코)
- 성계의 전기 (셀나이)

2002년
- 꼬마마법사 레미 비바체 (하나)
- 도쿄 언더그라운드 (시엘 메사이어)
- NARUTO -나루토- (사루토비 코노하마루)
- 진 여신전생 D칠드런 라이트&다크 (안드레)
- 기강선녀 로우란 (이테즈키)
- 포켓몬스터 어드밴스 제네레이션(Advence Generation) (지우의 피카츄, 이슬이의 코산호, 로이의 흉내내, 수형의 로젤리아, 나진)
- 뿌까 (뿌까)

2003년
- 금색의 갓슈벨 (갓슈 벨)
- 내일의 나쟈 (리타 롯시)
- 아스트로 보이 철완 아톰 (니나)
- 타카하시 루미코 극장 (「당일치기 꿈」:츠요시)
- 최유기RELOAD (성화)
- 포포로 크로이스 (파프)
- 내 친구 우비소년 (우비소년, 꽃님이)

2004년
- 선생님의 시간 (나가레 시즈카(반장))
- MONSTER (엘자)
- 신무월의 무녀 (미야코, 사오토메 마코토)
- 투하트 Remember My Memories(히나야마 리오)
- 머나먼 시공 속에서 -팔엽초- (후지 공주)

2005년
- 오! 나의 여신님 (하세가와 소라)
- 눈의 여왕 (마리아)

2006년
- 포켓몬스터 다이아몬드&펄(Diamond&Pearl) (지우의 피카츄, 로이의 흉내내, 소망이의 나옹마, 용식이의 로즈레이드, 강평의 단단지)
- 오! 나의 여신님:각자의날개 (하세가와 소라)

2007년
- NARUTO -나루토- 질풍전 (사루토비 코노하마루)
- 오! 나의 여신님:싸우는날개 (하세가와 소라)

2008년
- 우리 3자매 (후우, 카즈의 엄마)
- RD 잠뇌조사실 (에밀리)

2010년
- 포켓몬스터 베스트위시 (지우의 피카츄, 랭글레이의 자망칼→절각참)

2011년
- 케로로 중사 (테라라)
- 원피스 (가짜 나미)

2012년
- NARUTO -나루토- SD 록리의 청춘 풀파워 닌자전 (사루토비 코노하마루)
- 포요포요 관찰일기 (포요)
- 스마일 프리큐어! (캔디)

2013년
- 포켓몬스터 XY (지우의 피카츄)
- 콥스파티 (시노자키 사치코)

### OVA
- 보마 헌터 라임 (가마구치)

1990년
- CB캐릭터 나가이 고 월드 (사야카)

1993년
- 오! 나의 여신님 OVA (하세가와 소라)

1996년
- TWIN SIGNAL (꼬마 시그널)

1997년
- AIKa (골덴(리에 페트리야코와))
- 배리어블 지오 (쿠스노키 마나미)

1998년
- 마계전생 (동생)

1999년
- てなもんやボイジャーズ（焼津のまあこ)
- 기동전사 건담 제08MS소대 라스트 리조트 (소년A)
- 은하영웅전설 외전 탈환자 (마르가레타 폰 헬크스하이머)

2000년
- 코난VS키드VS야이바 보도 쟁탈 대결전!! (츠부라야 미츠히코)
- 16인의 용의자 (츠부라야 미츠히코)

2002년
- 머나먼 시공 속에서 ~자양화 꿈 이야기~ (후지 공주)
- 게이트 키퍼즈21 (이스즈 아야네)
- 너스 위치 코무기 매지카르테 (코쿠분지 코요리(매지컬 메이드 코요리), 여신 마야)

2003년
- 코난과 헤이지와 사라진 소년 (츠부라야 미츠히코, 야기 마키히코)
- 머나먼 시공 속에서2 -하얀 용의 신자- (후지와라노 유카리, 후지와라노 미소노)

2004년
- 인터루드 (사에구치 무츠키)
- 오쟈마녀 도레미 비밀 (하나, 마죠몬로)
- 선생님의 시간 GOLD (나가레 시즈카(반장))
- 너스 위치 코무기 매지카르테Z (코쿠분지 코요리(매지컬 메이드 코요리), 여신 마야)
- 제비뽑기 언밸런스 (카미샤쿠지 렌코)

2005년
- 표적은 코고로!! 탐정단 극비 조사 (츠부라야 미츠히코)

2007년
- 아가사로부터의 도전장! 아가사vs코난&소년 탐정단 (츠부라야 미츠히코)

2008년
- 여고생 탐정 스즈키 소노코의 사건부 (츠부라야 미츠히코)

### 극장판
1988년
- 이웃집 토토로 (여자아이)

1992년
- 21에몬 우주로 가라! 맨발의 프린세스 (몬가)

1993년
- 도라미 헬로 공룡 키즈!! (マイ助)

1997년
- 명탐정 코난 극장판 1기 - 시한장치의 마천루 (츠부라야 미츠히코)
- 폭주형제 렛츠&고!! WGP 폭주 미니사구 대추적! (타카바 지로마루)

1998년
- 명탐정 코난 극장판 2기 - 14번째의 표적 (츠부라야 미츠히코)
- 극장판 포켓몬스터 뮤츠의 역습 (피카츄)
- 기동전함 나데시코 The Prince of Darkness(시라토리 유키나)

1999년
- 울트라맨 M78 극장 Love & Peace
- 명탐정 코난 극장판 3기 - 세기말의 마술사 (츠부라야 미츠히코)
- 극장판 포켓몬스터 환상의 포켓몬 루기아 폭탄 (피카츄)

2000년
- 명탐정 코난 극장판 4기 - 눈동자 속의 암살자 (츠부라야 미츠히코)
- 극장판 포켓몬스터 결정탑의 제왕 ENTEI (피카츄)
- 꼬마마법사 레미 샵 (하나)
- 오! 나의 여신님 (하세가와 소라)

2001년
- 명탐정 코난 극장판 5기 - 천국으로의 카운트다운 (츠부라야 미츠히코)
- 극장판 포켓몬스터 세레비 시간을 초월한 만남 (피카츄)

2002년
- ONE PIECE 진귀동물섬의 쵸파 왕국 (토니토니 쵸파)
- 명탐정 코난 극장판 6기 - 베이커가의 망령 (츠부라야 미츠히코)
- 극장판 포켓몬스터 물의 도시의 수호신 라티오스와 라티아스 (피카츄)

2003년
- ONE PIECE THE MOVIE 데드엔드의 모험 (토니토니 쵸파)
- 명탐정 코난 극장판 7기 - 미궁의 십자로 (츠부라야 미츠히코)
- 극장판 포켓몬스터 어드밴스 제너레이션 칠야의 소원성 지라치 (피카츄)

2004년
- ONE PIECE 저주받은 성검(토니토니 쵸파)
- 명탐정 코난 극장판 8기 - 은익의 기술사]] (츠부라야 미츠히코)
- 극장판 포켓몬스터 어드밴스 제너레이션 열공의 방문자 데오키시스 (피카츄)
- 금색의 갓슈벨 101번째 마물 (갓슈 벨)

2005년
- ONE PIECE THE MOVIE 오마츠리 남작과 비밀의 섬 (토니토니 쵸파)
- 명탐정 코난 극장판 9기 - 수평선상의 음모 (츠부라야 미츠히코)
- 극장판 포켓몬스터 AG: 뮤와 파동의 용사 루카리오 (피카츄 / 사토시)
- 금색의 갓슈벨 메카 발칸의 역습 (갓슈 벨)

2006년
- 극장판 포켓몬스터 어드밴스 제너레이션 포켓몬 레인저와 창해의 왕자 마나피 (피카츄)

2007년
- ONE PIECE 에피소드 오브 알라바스타 사막의 왕녀와 해적들 (토니토니 쵸파)
- 명탐정 코난 극장판 11기 - 감벽의 관 (츠부라야 미츠히코)
- 극장판 포켓몬스터 다이아몬드&펄 디알가VS펄키아VS다크라이 (피카츄)
- 시나몬 the Movie (시폰, 밀크)

2008년
- ONE PIECE THE MOVIE 에피소드 오브 쵸파+겨울에 피는, 기적의 벚꽃 (토니토니 쵸파)
- 명탐정 코난 극장판 12기 - 전율의 악보 (츠부라야 미츠히코)
- 극장판 포켓몬스터 다이아몬드&펄 기라티나와 빙공의 화속 셰이미 (피카츄)

2009년
- 극장판 포켓 몬스터 DP - 아르세우스 초극의 시공으로 (피카츄)

2010년
- 극장판 하트캐치프리큐어! 꽃의수도에서패션쇼입니까!? (올리비에)

2012년
- 극장판 스마일 프리큐어! (캔디)

2015년
- 포켓몬 더 무비: XY: 광륜의 초마신 (피카츄)

2016년
- 러브 앤 피스
- 명탐정 코난 에피소드 “원” 작아진 명탐정 (츠부라야 미츠히코)
- 원피스 필름 골드 (토니토니 쵸파)

2017년
- 명탐정 코난: 진홍의 연가 (츠부라야 미츠히코)

2019년
- 원피스 스탬피드 (토니토니 쵸파)
- 극장판 포켓몬스터 뮤츠의 역습 EVOLUTION (피카츄)
- 코라쇼의 심해 두근두근 대모험!

2020년
- 너는 저편
- 극장판 포켓몬스터 코코

2021년
- 명탐정 코난: 비색의 부재증명 (츠부라야 미츠히코)

2022년
- 원피스 필름 레드 (토니토니 쵸파)
- 명탐정 코난: 할로윈의 신부 (츠부라야 미츠히코)

2024년
- 포켓몬스터: 성도지방 이야기, 최종장 (피카츄)

2024년
- 명탐정 코난: 100만 달러의 오릉성 (츠부라야 미츠히코)

### 게임
- 다이나♥아이란 (이토 에미리)

1994년
- 보마 헌터 라임 PS판 (가마구치)

1995년
- 공상과학세계 걸리버 보이 PC엔진판 (에디슨)
- 보마 헌터 라임 SS판 (가마구치)
- 제복전설 프리티 파이터 X (모모야마 아이)

1996년
- 가디언 히어로즈 (니코레 닐, 에드워드 M 코냑)
- 공상과학세계 걸리버 보이 SS판 (에디슨)

1997년
- 천외마경 제4의 묵시록 (마그)
- 드래곤 나이트4 PS판 (타냥, 토루루)
- 속 첫사랑 이야기 ~수학여행~ (아오야기 미도리)
- 유구환상곡 (피트 로스)
- 은하아가씨전설3 LIGHTNING ANGEL(츠 얀 파)
- 록맨DASH 강철의 모험심 (미술관 관장, 아이라)

1998년
- 건버드2 (마리온)
- 스티파이 어드벤처 두근두근 나이트 메어 (리림)
- 双界儀 (코토히라 아즈사)
- 브레이브 펜서 무사시전 (토보)
- 포켓몬스터 피카츄 (피카츄)
- 미소녀 닌자 모험기 ~하늘을 가르는 검~ (아니)
- 피카츄 건강해츄 (피카츄)
- 타락천사 (유이란)
- 에피커스 이 생각을 너에게… (미즈키 에미)
- 파칭코 섹시 리액션 (키미시마 유이카)

1999년
- 닌텐도 올 스타! 대난투 스매시브라더스 (피카츄, 토사킨트)
- 북으로. ~White Illumination~ (아이다 메구미)
- To Heart PS판 (히나야마 리오)
- ONE ~빛나는 계절로~ PS판 (시이나 마유)
- 포켓몬 스타디움2 (피카츄)
- 트윈즈 스토리 내 맘을 전하고 싶어… (후지이 마미)
- 트론의 꼬붕 (본 본)
- 리틀 프린세스 마알 왕국의 인형 공주2 (크레아 로젠 퀸, 엘링거)

2000년
- 환상의 알테미스 (시코마 료코)
- 머나먼 시공 속에서 (후지 공주)
- 나의 여름방학 (안경)
- 센티멘탈 그래피티2 (이치카와 히로코)
- 유구환상곡 All Star Project (피트 로스)
- 건퍼레이드 마치 (이시즈 모에)
- 포켓몬 스타디움 금은 (피카츄)
- 소닉 셔플 (루미나 플로우라이트)
- 천사의 프레젠트 마알 왕국 이야기 (크레아 로젠 퀸, 엘리, 엘리의 엄마)

2001년
- 아이시아 (하미)
- 트루 러브 스토리3 (카나메)
- 쉔무II (쿤 팡메이)
- 머나먼 시공 속에서2 (후지와라노 유카리, 후지와라노 미소노)
- 대난투 스매시브라더스DX (피카츄, 토사킨트)
- 마알DE지그소 (크레아 로젠 퀸, 엘링거)
- 망나니 프린세스 (코코)

2002년
- From TV animation ONE PIECE 그랜드 배틀!2 (토니토니 쵸파)
- From TV animation ONE PIECE 트레저 배틀! (토니토니 쵸파)
- 라 퓌셀 빛의 성녀 전설 (엘링거) 2002年1月31日
- 두근두근 메모리얼 Girl's Side (스도 미즈키)
- 포포로 크로이스 ~시작의 모험~ (파프)
- 나의 여름방학2 바다의 모험편 (시게루)
- ELYSION ~영원의 생츄어리~ DC판 (샤를로테 뮤라)

2003년
- From TV animation ONE PIECE 오션즈 드림 (토니토니 쵸파, 소년 상디)
- ONE PIECE 그랜드 배틀!3 (토니토니 쵸파, 소년 상디)
- 인터루드 (사에구치 무츠키)
- 마알 쟝!! (엘리)
- 머나먼 시공 속에서 -반상유희- (후지 공주)
- To Heart PSE판 (히나미야 리오)
- 와일드 암즈 알터 코드F (젠 맥스웰)

2004년
- ONE PIECE 랜드랜드! (토니토니 쵸파)
- 포포로 크로이스 ~달 규칙의 모험~ (파프)
- 3학년 B반 킨파치 선생님 전설의 교단에 세워! (이와키 레이카)
- 도로로 (도로로)
- 사쿠라 대전V EPISODE 0 ~황야의 사무라이 아가씨~ (후아니타 캐싱)
- 오쟈마녀あどべんちゃ〜 비밀의 마법 (하나)
- 머나먼 시공 속에서3 (백룡 (각성 전))
- To Heart PS2판 (히나미야 리오)

2005년
- ONE PIECE 그랜드 배틀! RUSH (토니토니 쵸파)
- Fighting For ONE PIECE (토니토니 쵸파)
- ONE PIECE 해적 카니발 (토니토니 쵸파)
- 천지의 문 (유이밍)
- 테일즈 오브 디 어비스 (싱크, 이온)
- 킹덤하츠II (비비)

2006년
- 천외마경 ZIRIA ~머나먼 지팡~ (타코마루)
- 건퍼레이드 오케스트라 녹의 장 ~늑대와 그 소년~ (이시즈 모에)
- Sequence Palladium (유리엘 에이브람)
- 배틀 스타디움 D.O.N (토니토니 쵸파)

2007년
- ONE PIECE 언리미티드 어드벤처 (토니토니 쵸파)
- ONE PIECE 기어 스피릿츠 (토니토니 쵸파)
- 두근두근 메모리얼 Girl's Side 1st Love (스도 미즈키)

2008년
- ONE PIECE 언리미티드 쿨즈 (토니토니 쵸파)
- ONE PIECE 베리 마치 (토니토니 쵸파)
- 대난투 스매시브라더스 X (피카츄, 토사킨트)

### 더빙
- 아본리에의 길 (디비키스(39~87화))
- ER긴급 구명실 (웬디 골드만)
- 워터 월드 (에노라)
- 심슨 가족 (토바이 어스)
- 스튜어트 리틀 (죤 리틀)
- 스튜어트 리틀2 (죤 리틀)
- 체브라스카 DVD판 (체브라스카)
- 톰과 제리 (지니, 아기 오리, 보모)
- 풀 하우스 (스테파니 타나)
- 리틀 후드 (챔버)
- 타이니 툰 (스니저)

### 라디오
2004년
- 오! NARUTO일본

### CD
1997년
- 오야마! 키쿠노스케 (쿠마모토 소라)

1998년
- 처음부터 토르테! 드라마CD (마카론)

2000년
- 사토미☆팔견전 코믹CD콜렉션 Vol.1「팔견사의 여행!」(이누에 신베)

- Wish 드라마CD (루리)
- EREMENTAR GERAD 드라마CD 제1~3권 (시스카)
- 오란고교 호스트부 (하니노즈카 미츠쿠니)
- ONE 시리즈 (토니토니 쵸파)
- 꼬마마법사 레미 시리즈 (하나)
- 언니의 3승 (슌자키 이리오)
- 도깨비 코바야시 (코바야시 야마토)
- 카오식 룬 (뉴키 파이크스)
- 금색의 갓슈벨!! 시리즈 (갓슈벨)
- TWIN SIGNAL (꼬마 시그널)
- 선생님의 시간 DOKI DOKI SCHOOL HOURS (나가레 시즈카(반장))
- 나나카6/17 드라마CD (아라시야마 사츠키, 피코타)
- 소년음양사 시리즈 제1권~제7권 (뭇군)
- 하늘은 붉은 강가 드라마CD (쥬다 하스파스루피)
- 고양이 찻집 (밀크)
- 행운남자 -럭키- (히나)
- 아키하바라 전뇌조 (덴스케)